# フェルガナ盆地
フェルガナ盆地（ウズベク語: Farg‘ona vodiysi/Фарғона водийси；キルギス語: Фергана өрөөнү；タジク語: водии Фaрғонa；ロシア語: Ферганская долина；ペルシア語:  وادی فرغانه）は、中央アジアのウズベキスタン共和国東部からキルギス共和国、タジキスタン共和国に広がる地域である。

## 地勢

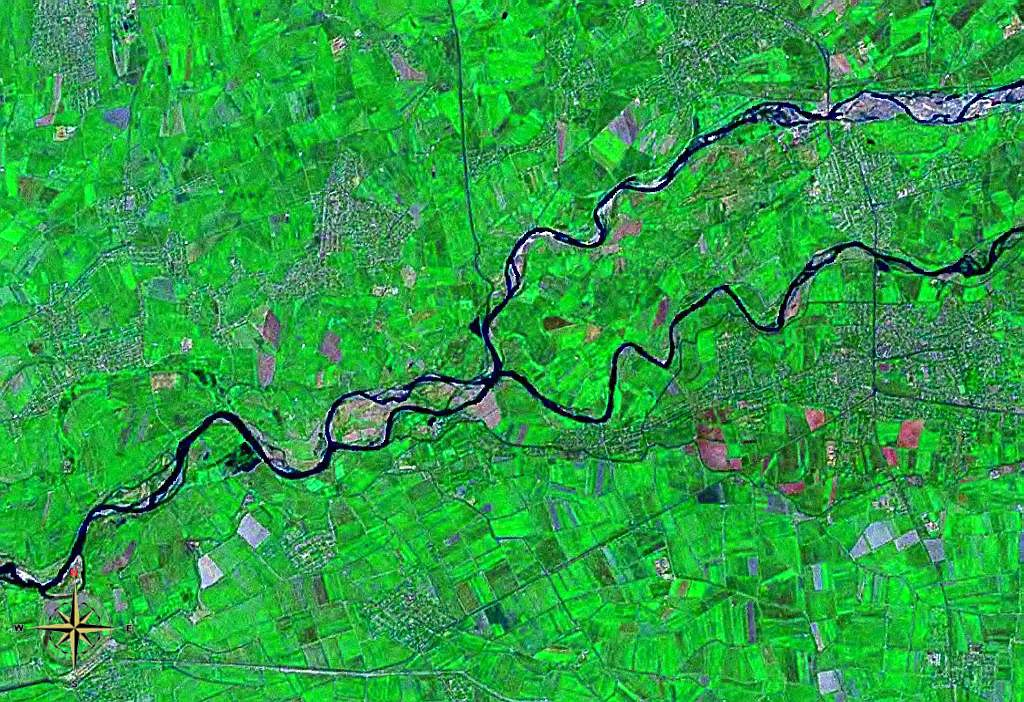
ナルイン川とカラダリヤ川の合流.

標高400 mから500 mに広がる肥沃な峡谷で、南西に開けている。ナルイン川とカラダリヤ川の2つの河川が流入し合流、さらにナマンガン近くでシルダリヤ川に合流する。この2つの河川以外にも多くの川が流れ込み、主にシルダリヤ川に沿って土砂が堆積した。地質時代のP-T境界期から始まった堆積物は6 kmから7 kmの厚さに達すると推定される。断層は逆断層や衝上断層で、背斜構造を伴い、石油や天然ガスを埋蔵している。

## 気候

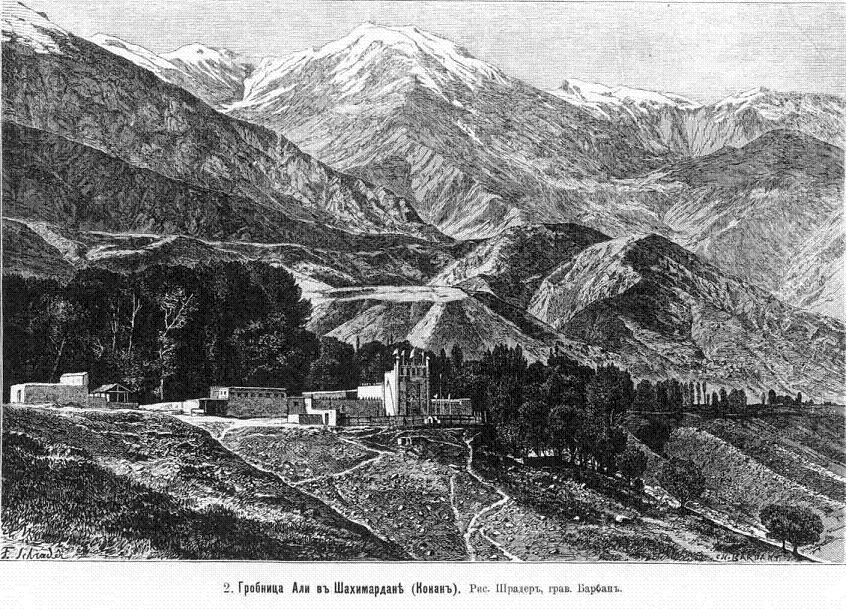
フェルガナ盆地

非常に乾燥しており4月からの5ヶ月間は降水が見られない。3月から急速に気温が上昇し、6月には平均気温が35 °Cに達する。冬季の12月と1月は-20 °Cに達し、積雪が見られる。

## 民族構成
1897年の人口調査によると、総人口は1,571,243人であった。1906年の調査では、総人口1,796,500人のうち、大多数がイスラム教徒で、総人口の3分の2はウズベク人とサルト人であった。彼らの居住地は峡谷部で、山岳部はキルギス人やカシュガル人、ブハラ語を話すブハラ・ユダヤ人、キプチャク人であった。これらを勘案してソ連は国境を策定したが、オシのように住民がウズベク語を話すのにキルギスに編入された例もある（オシュ州では1990年にウズベク人とキルギス人はこのために衝突した）。
フェルガナ盆地には第二次世界大戦期にクリミア半島からスターリンによって強制追放されたクリミア・タタール人も住んでいる（クリミア・タタール人追放を参照）。

## 歴史

### コーカンド・ハン国時代
この盆地の諸都市は、周辺のカザフ・クルグズ遊牧民の間にイスラームを弘めるセンターの役割を果たした。1876年、帝政ロシアに併合された。
ロシア革命後もこの盆地の多くのムスリムはアフガニスタン北部や中東諸国に亡命や移住を余儀なくされた。ソビエト政権はこの盆地社会のあらゆる領域からイスラームの伝統を除去しようとした。しかし、ムハンマドジャン・ヒンドゥスターニー（1892-1989）は激しい弾圧にもかかわらず、政治には介入しないというハナフィー派の伝統を唱え、イスラームの教義を守り伝えた。

### ソビエト連邦時代
1924年から25年に行われた民族別国境画定によってフェルガナ盆地の東端がウズベク・ソビエト社会主義共和国とキルギス・ソビエト社会主義共和国に分割され、さらにホジェンドを領有するタジク・ソビエト社会主義共和国が1929年にウズベク内の自治共和国から連邦構成共和国へと昇格したことで、現在の国境線にあたる境界線が形成された。この境界線は社会主義的政策や利害関係、そしてこの時期に急激に表れた民族意識が絡み合い決められたもので、地勢的に不自然なものであり、フェルガナ盆地をサマルカンド方面へ抜けるルートを分断するものだった。また、この周辺には3国の飛び地が点在することとなった。しかし、ソビエト連邦が続くかぎりは重要な問題とならなかった。

## 産業
- 鉱物資源が極めて豊富で鉄、石炭、硫黄、石膏、塩化ナトリウム、ナフサなどを産するが、多くは未だ手付かずの状態にある。

- 19世紀末にいくつかの小規模な油井が建設されたが稼動しなかった。帝政ロシア期からの主要産業は綿花、皮革、馬具、製紙、食器などの製造業である。

- 極めて肥沃な土地で灌漑も帝政ロシア期から進んでおり、コムギ、イネ、オオムギ、トウモロコシ、雑穀、アルファルファ、タバコ、質の良い各種の野菜や果物（特にブドウ）の栽培も行われている。

- 馬、牛、羊の飼育も盛んで、とくにラクダは良質のものを産する。カイコの飼育はかつて花形産業であったが衰退しており、ウズベキスタン政府によって支援が行われている。ソ連時代に綿花栽培のため灌漑で森林が乱開発され、家畜用の飼い葉などが被害を受けている。フェルガナ盆地の農業は、綿花のモノカルチャーが行われ、換金作物へ過度に傾倒したため、広く食糧をシベリアから輸入している。ウズベキスタン政府は農業バランスの見直しを進めている。しかしソ連時代の化学肥料の乱用で土地が痩せてきている。

## 交易
古くからシルクロードの重要地点で、カシュガルを抜けた後で、隊商はこの地で休息し、マルギランで作られる良質の絹や、汗血馬と呼ばれる良馬を求めた。19世紀になると、ロシアとの交易が中心となり、織物や砂糖、茶、羊毛、果物、タバコなども輸出され貿易額が急上昇した。

## 交通
1898年にカスピ海横断鉄道がアンディジャンまで開通、1906年にはトランス・アラル鉄道も完成した。
1920年代にはキルギスのオシからタジキスタンのホログへのパミール・ハイウェイも完成した。

## 主要な都市

### ウズベキスタン
- アンディジャン 人口：約38万人 (2013年)
- チュスト 人口：約7.1万人 (2013年)
- フェルガナ 人口：約17万人 (2013年) （「新マルギラン」と呼ばれた）
- コーカンド 人口：約21万人 (2013年)
- ナマンガン 人口：約44万人 (2013年)
- マルギラン 人口：約17万人 (2013年)
- リシタン 人口：約3.4万人 (2013年)

### キルギス
- オシ 人口：約27万人 (2014年)
- バトケン 人口：約1.3万人 (2009年)
- ジャララバード 人口：約8.9万人 (2009年)

### タジキスタン
- ホジェンド 人口：約17万人 (2015年)